# Fonte Boa
Fonte Boa là một đô thị thuộc bang Amazonas, Brasil. Đô thị này có diện tích 12110,91 km², dân số năm 2007 là 19346 người, mật độ 1,6 người/km².